# Baltisch voetbalkampioenschap 1910/11
In 1910/11 werd het vierde voetbalkampioenschap gespeeld dat georganiseerd werd door de Baltische voetbalbond. Voor het eerst namen er meer dan drie teams deel. Lituania Tilsit werd kampioen en plaatste zich voor de eindronde om de Duitse landstitel. De club werd geloot tegen Berliner TuFC Viktoria 89 en trok zich terug vanwege de hoge reiskosten.
Het was de enige maal dat de Baltische kampioen niet uit een van de drie grootsteden Koningsbergen, Danzig of Stettin kwam.

## Deelnemers aan de eindronde
| Club                  | Gekwalificeerd als        |
| --------------------- | ------------------------- |
| SV 1910 Allenstein    | Kampioen van Allenstein   |
| SV Ostmark Danzig     | Kampioen van Danzig       |
| SV Marienwerder       | Kampioen van Graudenz     |
| SC Preußen Insterburg | Kampioen van Insterburg   |
| VfB Königsberg        | Kampioen van Königsberg   |
| Rastenburger SV       | Kampioen van Rastenburg   |
| SC Lituania Tilsit    | Kampioen van Tilsit/Memel |

## Kwalificatie
|                  |                 |       |                    |              |
| 19 februari 1911 | SV Marienwerder | 7 - 0 | SV Viktoria Elbing | Marienwerder |
| 19 februari 1911 |                 |       |                    | Marienwerder |

|                  |               |        |                 |            |
| 26 februari 1911 | SV Allenstein | 12 - 1 | Rastenburger SV | Allenstein |
| 26 februari 1911 |               |        |                 | Allenstein |

## Kwartfinale
|               |                       |        |                    |            |
| 12 maart 1911 | SC Preußen Insterburg | 2 - 12 | SC Lituania Tilsit | Insterburg |
| 12 maart 1911 |                       |        |                    | Insterburg |

|               |               |       |                |            |
| 12 maart 1911 | SV Allenstein | 3 - 1 | VfB Königsberg | Allenstein |
| 12 maart 1911 |               |       |                | Allenstein |

SV Marienwerder en Ostmark Danzig hadden een bye.

## Halve Finale
|               |                   |       |                 |        |
| 26 maart 1911 | SV Ostmark Danzig | 7 - 0 | SV Marienwerder | Danzig |
| 26 maart 1911 |                   |       |                 | Danzig |

|               |                    |       |               |        |
| 26 maart 1911 | SC Lituania Tilsit | 4 - 0 | SV Allenstein | Tilsit |
| 26 maart 1911 |                    |       |               | Tilsit |

## Finale
Ostmark Danzig kwam gehavend aan de start. Twee van de beste spelers konden niet spelen en een derde verscheen pas na twintig minuten op het veld, waardoor Lituania al in het eerste half uur 2-0 voor kwam. Danzig kwam nog langszij, maar in de laatste tien minuten kon Tilsit nog twee keer scoren. 
|              |                    |       |                   |            |
| 9 april 1911 | SC Lituania Tilsit | 4 - 2 | SV Ostmark Danzig | Königsberg |
| 9 april 1911 |                    |       |                   | Königsberg |